# Regan Smith (natation)
Jeux olympiques
Ne doit pas être confondu avec Regan Smith.
Regan Smith, née le 9 février 2002, est une nageuse américaine, ayant détenu le record du monde du 200 m dos.

## Carrière
Après ses premiers succès en compétition chez les adolescents, elle rejoint le Apple Valley's Riptide Swim Club sous la direction de Mike Parratto, l'ancien entraîneur de Jenny Thompson.
Lors des Championnats du monde juniors 2017, elle bat le record du monde junior sur le 100 m dos lors de la finale, juste après qu'il a été amélioré par Taylor Ruck en demi-finale. Elle améliore également le record national de sa catégorie d'âge détenu par Missy Franklin.
En 2019, aux championnats du monde de natation, elle remporte le 200 m dos, après avoir battu le record du monde de la distance lors des demi-finales en 2 min 3 s 35. En séries, elle avait déjà amélioré son propre record du monde junior en 2 min 6 s 01. Elle fait également partie du relais 4 × 100 m 4 nages qui remporte la médaille d'or en 3 min 50 s 40, battant le record du monde.

## Palmarès

### Jeux olympiques
- Jeux olympiques d'été de 2020 à Tokyo : 
  -  Médaille d'argent du 200 m papillon.
  -  Médaille d'argent du relais 4 × 100 m quatre nages.
  -  Médaille de bronze du 100 m dos.
- Jeux olympiques d'été de 2024 à Paris :
  -  Médaille d'or du relais 4 × 100 m quatre nages.
  -  Médaille d'or du relais 4 × 100 m quatre nages mixte.
  -  Médaille d'argent du 100 m dos.
  -  Médaille d'argent du 200 m dos.
  -  Médaille d'argent du 200 m papillon.

### Championnats du monde en grand bassin
- Championnats du monde 2019 à Gwandju : 
  -  Médaille d'or du 200 m dos.
  -  Médaille d'or du relais 4 × 100 m quatre nages.
- Championnats du monde 2022 à Budapest :
  -  Médaille d'or du 100 m dos.
  -  Médaille d'or du relais 4 × 100 m quatre nages.
- Championnats du monde 2023 à Fukuoka :
  -  Médaille d'or du relais 4 × 100 m quatre nages.
  -  Médaille d'argent du 50 m dos.
  -  Médaille d'argent du 100 m dos.
  -  Médaille d'argent du 200 m dos.
  -  Médaille de bronze du 200 m papillon.
- Championnats du monde 2025 à Singapour :
  -  Médaille d'or du relais 4 × 100 m quatre nages.
  -  Médaille d'argent du 50 m dos.
  -  Médaille d'argent du 100 m dos.
  -  Médaille d'argent du 200 m dos.
  -  Médaille d'argent du 200 m papillon.